# اریک یان هانوسن
اریک یان هانوسن (۲ ژوئن ۱۸۸۹ وین - ۲۵ مارس ۱۹۳۳ برلین) روزنامه‌نگار اتریشی-یهودی و متخصص روشن بینی بود که با هیتلر همکاری می‌کرد. نام اصلی او هرمان اشتاین شنایدر بود و با تغییر اسم خود اصالت یهودی خود را پنهان کرده بود. هانوسن که به داشتن توانایی در هیپنوتیزم، علم غیب، و طالع بینی مشهور بود در جمهوری وایمار و دوره نازیها مشغول به فعالیت بود. او به هیتلر نحوه خاص سخنرانی کردن را آموخت.

## کودکی
بر خلاف ادعای هانوسن مبنی بر اصالت دانمارکی اش، او در واقع یهودی و اسلاو بود که نام واقعی او نیز هرمان اشتاین شنایدر بود. پدر هانوسن، زیگفرید اشتاین شنایدر (۱۸۵۸–۱۹۱۰)، هنرپیشه بود و مسئولیت نگهداری از کنیسه را به عهده داشت و با آنتونی جولی کوهن در وین پایتخت اتریش ازدواج کرد. پدر و مادر هانوسن همیشه در حال سفر بودند. پدر او هنرپیشه و مادرش خواننده بود. آن‌ها با درآمدی کم، در نواحی بین ایتالیا و اتریش سفر می‌کردند و هانوسن را با خود به سفر می‌بردند.

## جوانی
پس از جنگ جهانی اول، هانوسن با انجام هیپنوتیزم و ذهن خوانی در برلین به شهرت زیادی رسید. او در دوران اوج شهرت خود با سران ارشد ارتش آلمان و بازرگانان آلمانی در ارتباط بود و حتی توانست به به نیروهای اس آ نزدیک شود و به آن‌ها مبلغ‌های زیادی وام می‌داد. او به رغم داشتن اصالت یهودی، که آن را از دیگران مخفی می‌کرد، از نازی‌ها حمایت می‌کرد.
داستان‌های زیادی در مورد ملاقات هانوسن و هیتلر، قبل از انتخابات نوامبر ۱۹۳۲ وجود دارد، که در آن ملاقات هانوسن به هیتلر روش‌هایی را یاد می‌داد تا بتواند جمعیت را جذب و علاقه‌مند کند. هانوسن همچنین با دیگر سران نازی - به عنوان مثال اریک ارنست و وولف هاینریش گراف فون هلدورف - ارتباط نزدیکی داشت، که به اغلب آن‌ها پول قرض می‌داد.
دکتر والتر لانگر، روانکاوی که مسئول بررسی و تحلیل روانشناختی شخصیت هیتلر برای سازمان اطلاعات و جاسوسی آمریکا در زمان جنگ جهانی دوم بود، در سال ۱۹۴۳ به هانوسن اشاره می‌کند، "نخستین سالهای دهه ۲۰، هیتلر به صورت منظم نزد هانوسن نحوه سخنرانی و کنترل جمعیت می‌آموزد، هانوسن طالع بین و پیش گو است. او شخص بسیار باهوشی است و به هیتلر شیوه سحر کردن جمعیت را آموخته‌است.
در سال ۱۹۳۱، هانوسن چاپخانه‌ای خریداری کرد و به چاپ مجله‌ای در مورد علوم خفیه پرداخت. مجله هانوسن و خبرنامه بونته که دوهفته نامه‌های مشهور برلین بودند از جمله مجلاتی است که به چاپ می‌رساند. در این مجله‌ها ستونی به طالع بینی اختصاص یافته بود. او از درآمد حاصل از فروش مجله‌ها و نمایش‌هایش خانه‌ای بزرگ خرید و آن را به کاخ علوم خفیه نامید. او در این کاخ افراد را دعوت می‌کرد و در آن آینده آنها را پیش‌بینی می‌کرد. او در کار خود بسیار موفق بود و همیشه برای اجرای چنین برنامه‌هایی از او دعوت می‌شد. آلفرد نوی بائور، مدیر مشهور تیم موتورسواری، در زندگی‌نامه خود که در سال ۱۹۶۰ نوشته شده‌است به هانوسن اشاره می‌کند که از هانوسن پرسیده‌است که در مسابقات سال ۱۹۳۲ آلمان چه کسی برنده می‌شود. هانوسن دو نام را یک تکه کاغذ نوشت و آن کاغذ را تا کرد و در یک پاکت گذاشت. هانوسن سپس گفت «یکی از ما می‌میرد و یکی از ما برنده می‌شود، هر دو نام در این پاکت هستند». او کاغذ را به رئیس کاباره داد تا از آن نگهداری کند و گفت تا زمان مسابقه نباید پاکت باز شود. در این مسابقه، پرینس لولوکویتس، یکی از مسابقه دهندگان، کشته شد، و براوخیتچ برنده شد. نویباور می‌نویسد که پس از مسابقه پاکت را باز کرد و آن نام‌ها را روی کاغذ دید.

## ترور
پیش‌بینی آتش گرفتن ساختمان رایشس‌تاگ در سال ۱۹۳۳ که باعث شد هیتلر به قدرت نامحدود برسد، مهم‌ترین پیش گویی هانوسن به حساب می‌آید. او پس از مدت کوتاهی از این پیش گویی ترور شد. هانوسن در ۲۵ مارس ۱۹۳۳، احتمالاً توسط گروهی از افراد اس آ به قتل رسید و به سرعت در حومه شهر برلین، نزدیکی اشتانس دورف به خاک سپرده شد. او رقیب یوزف گوبلس و هرمان گورینگ در جلب نظر هیتلر به حساب می‌آمد و این قضیه می‌تواند عامل کشته شدن او باشد. ادعاهای اثبات نشده‌ای مبنی بر دخالت او در آتش‌سوزی ساختمان رایشستاگ وجود دارد، که او مارینوس فان در لوبه، کسی که آتش‌سوزی را به راه انداخت، را برای انجام آتش‌سوزی هیپنوتیزم کرده بوده‌است.